# Ukrajinská autokefální pravoslavná církev kanonická
Ukrajinská autokefální pravoslavná církev kanonická (ukrajinsky: Українська автокефальна православна церква канонічна – UAPC – K) je nekanonická pravoslavná církev mimo společenství s ekumenickým pravoslavím.

## Historie
Během druhé světové války byla na území Říšského komisariátu Ukrajina provedena obnova Ukrajinské autokefální pravoslavné církve, která získala autonomii od metropolity varšavského a celého Polska Dionisija. Polská pravoslavná církev získala autokefalitu roku 1924 od konstantinopolského patriarchy Grigoria VII.
V dubnu 1932 metropolita Dionisij vysvětil Polikarpa (Sikorského) na biskupa luckého a roku 1942 jej poslal na Ukrajinu za účelem obnovení Ukrajinské autokefální pravoslavné církve a vysvěcení nových biskupů. Tím nová církev získala kanonické svěcení prostřednictvím apoštolské linie. Mezi vysvěcenými biskupy byl patriarcha Mstyslav (Skrypnyk) a metropolita Hryhorij (Ohijčuk).

### Církev na nezávislé Ukrajině
Po oslavě 1000. výročí Svěcení Rusi se roku 1990 obnovilo hnutí pro obnovení Ukrajinské autokefální pravoslavné církve. Toto hnutí podpořil biskup Ioan (Bodnarčuk) a protojerej Oleg Kulikov. Bylo zorganizováno 200 komunit nové církevní struktury.
Ve dnech 5. a 6. června 1990 se v Kyjevě konal Celoukrajinský církevní sobor, kterého se zúčastnilo více než 700 delegátů z celé Ukrajiny (sedm biskupů a přes 200 kněží). Sobor rozhodl o vytvoření nové církve a zvolila metropolitu Mstyslava (Skrypnyka) za patriarchu kyjevského a celé Ukrajiny, který byl poslední hlavou církev zřízené metropolitou Dionisijem roku 1942.
Dne 2. října 1990 úřady Ukrajinské SSSR oficiálně zaregistrovaly novou církev a 18. listopadu 1990 proběhla v katedrálním chrámu svaté Sofie v Kyjevě intronizace patriarchy Mstyslava.
Patriarcha dočasně sjednotil UAPC na Ukrajině s UAPC v USA, která získala biskupskou linii skrze arcibiskupa Polikarpa (Sikorského).
Dne 11. června 1993 zemřel patriarcha Mstyslav. Ten ve své závěti vyzval církev, aby se nepřipojila k bývalému metropolitu kyjevskému Filaretu (Denysenkovi), který byl zbaven biskupské hodnosti Ruskou pravoslavnou církví.
Roku 1995 Ukrajinská autokefální pravoslavná církev v USA přešla pod jurisdikci Konstantinopolského patriarchátu.

### Ukrajinská autokefální pravoslavná církev – sobornopravnaja
V říjnu 2002 se v USA konal Archijerejský sobor UAPC – sobornopravnaja, která se považuje za odnož Polské pravoslavné církve. Na soboru bylo rozhodnuto o zřízení Archiepiskopie kyjevské a celé Rusi-Ukrajiny. Bylo také rozhodnuto o vysvěcení archimandrity Moiseje (Kulyka) na metropolitu kyjevského a celé Rusi-Ukrajiny. Poté byl poslán na Ukrajinu, aby zřídil novou eparchii.
Později církev vedená metropolitou Moisejem získala autokefální status.

### Ukrajinská autokefální pravoslavná církev – kanonická
Ve dnech 17. – 18. června 2005 se v Kyjevě konal Archijerejský sobor, na kterém byl schválen nový název církev: Ukrajinská autokefální pravoslavná církev – kanonická.
Církev deklaruje svůj původ od Polské pravoslavné církve a od tomosu patriarchy konstantinopolského Grigoria VII. o udělení autokefality. Obnovením tomosu byl pověřen právě metropolita Moisej.
V průběhu let vznikaly konflikty s představiteli Ukrajinské pravoslavné církve Kyjevského patriarchátu.

## Eparchie
Církev se dělí na deset eparchií:
- eparchie kyjevská
- eparchie užhorodská
- eparchie fastivská
- eparchie žytomyrská
- eparchie mexická
- eparchie americká
- eparchie řecká
- eparchie italská
- eparchie kolumbijská
- eparchie brazilská

## Teologie a liturgie
Používá byzantský ritus a juliánský kalendář.
Bohoslužebným jazykem je moderní ukrajinština na Ukrajině, španělština v Mexiku, angličtina v USA, italština v Itálii.
Neuctívá ikonostas a relikvie, v antiminsu jsou umístěny části eucharistie. Praxí je svěcení biskupů v mladém věku. Patriarcha Moisej uznává reinkarnaci a praktikuje vizionářství.